# Labanda viridescens
Labanda viridescens är en fjärilsart som beskrevs av Bethune-Baker 1906. Labanda viridescens ingår i släktet Labanda och familjen trågspinnare. Inga underarter finns listade i Catalogue of Life.